# If You Love Me (Let Me Know)
«If You Love Me (Let Me Know)» es una canción de la cantante britanicoaustraliana Olivia Newton-John. Fue publicada en marzo de 1974 como el sencillo principal de su álbum recopilatorio, If You Love Me, Let Me Know.

## Recepción de la crítica
Un escritor no especificado de Record World le otorgó el certificado de “Hit of the Week”, y señaló que este “otro tema de John Rostill producido al estilo de «Let Me Be There» debería garantizar un tipo similar de saga de éxito para su seguimiento”. Un escritor no especificado de la revista Cash Box declaró: “Esta continuación natural tiene un sonido similar a «Let Me Be There» que debería producir el mismo impacto ‘dorado’ en poco tiempo. Una vez más, la voz suave y dulce de Olivia se transmite perfectamente por un gran arreglo pop/country de música realmente buena”.

## Lista de canciones
- US 7-inch single – MCA-40209[4]

1. «If You Love Me (Let Me Know)» – 3:12
2. «Brotherly Love» – 3:20

- Australian 7-inch single – K-5582[5]

1. «If You Love Me (Let Me Know)» – 3:12
2. «Rosewater» – 5:04

## Posicionamiento

### Gráfica semanal
| Gráfica (1974–75)                              | Pico de posición |
| ---------------------------------------------- | ---------------- |
| Australia (Kent Music Report)                  | 2                |
| Canadá (RPM Top Singles)                       | 4                |
| Canadá (RPM Pop Music Playlist)                | 1                |
| Canadá (RPM Country Playlist)                  | 1                |
| Estados Unidos (Billboard Hot 100)             | 5                |
| Estados Unidos (Billboard Easy Listening)      | 2                |
| Estados Unidos (Billboard Hot Country Singles) | 2                |
| Estados Unidos (Cash Box Top 100 Singles)      | 6                |
| Estados Unidos (Cash Box Country Top 75)       | 1                |
| Sudáfrica (Springbok Radio)                    | 1                |

### Gráfica de fin de año
| Gráfica (1974–75)                              | Pico de posición |
| ---------------------------------------------- | ---------------- |
| Australia (Kent Music Report)                  | 40               |
| Canadá (RPM Top Singles)                       | 60               |
| Estados Unidos (Billboard Hot 100)             | 32               |
| Estados Unidos (Billboard Easy Listening)      | 20               |
| Estados Unidos (Billboard Hot Country Singles) | 9                |
| Estados Unidos (Cash Box Top 100 Singles)      | 31               |
| Estados Unidos (Cash Box Country Top 75)       | 31               |
| Sudáfrica (Springbok Radio)                    | 7                |

## Certificaciones y ventas
| País                  | Certificación | Ventas  |
| --------------------- | ------------- | ------- |
| Estados Unidos (RIAA) | Oro           | 500 000 |